# Ихне
Ихне (ест. Õhne jõgi; лет. Omuļupe) река је у Естонији која протиче јужним делом земље преко територије округа Виљандима и Валгама. Неколико километара њеног тока протиче преко територије Летоније. Свој ток започиње као отока језера Вејсјарв на брдском подручју Сакала, на надморској висини од 96 метара. Тече у смеру југа и на територији Летоније прави оштру кривину ка североистоку. Улива се у језеро Вирцјарв након 94 km тока. Припада басену реке Нарве и Финског залива Балтичког мора.
Површина сливног подручја реке Ихне је око 573 km². Укупан пад корита је 62 метара, односно у просеку 0,58 метара по километру тока.
На њеним обалама налази се град Тирва и села Вору и Суислепа.